# Rima Hassan
Rima Hassan Mobarak (in arabo ريما حسن مبارك‎?; Neirab, 28 aprile 1992) è una politica, giurista e attivista palestinese naturalizzata francese, eletta europarlamentare il 9 giugno 2024.

## Biografia
Rima Hassan nasce nel campo profughi di Neirab, nei pressi di Aleppo, in Siria, da una famiglia palestinese espulsa durante la Nakba del 1948. La sua famiglia paterna era originaria del villaggio di al-Birwa, situato a est di Acri, nell'attuale Israele. Il villaggio fu occupato dagli israeliani e quasi del tutto distrutto, e su parte del territorio furono stabiliti il kibbutz di Yas'ur e il moshav di Ahihud. Hassan arriva in Francia a dieci anni come apolide, attraverso un programma di ricongiungimento familiare, e ottiene la cittadinanza francese all'età di 18 anni nel 2010.
Rima Hassan studia diritto internazionale alla Sorbonne Université di Parigi, dove si laurea con una tesi sull'apartheid in Sudafrica, nonché su quello esistente anche in Israele. Nel 2019 fonda l'Observatoire des camps de réfugiés, un'organizzazione non governativa dedicata allo studio delle condizioni di vita nei campi profughi e alla difesa dei diritti dei rifugiati. Inoltre, crea il collettivo Action Palestine France, focalizzato sul supporto ai rifugiati palestinesi e sulla sensibilizzazione alle condizioni nei campi profughi. Nel 2023, è nominata tra le Donne dell'Anno di Forbes France per il suo lavoro per i diritti umani e dei rifugiati. Nell'aprile 2024 viene convocata e interrogata dalla polizia francese con l'accusa di apologia del terrorismo, date le sue dichiarazioni in cui ha affermato che l'attacco del 7 ottobre è da considerarsi legittimo.
Nelle elezioni del giugno 2024, Hassan è eletta al Parlamento europeo con il partito La France Insoumise, diventando la prima europarlamentare francese di origine palestinese. Come membro del Parlamento europeo, Hassan si concentra principalmente sui diritti umani, le questioni di genere e gli affari esteri. Ha dichiarato che Gaza sarebbe stato il primo tema su cui avrebbe lavorato. Hassan ha spesso dichiarato che la questione palestinese non è solo regionale, ma anche una questione europea. Ha criticato l'Unione europea per non aver adottato una politica unificata riguardo al conflitto israelo-palestinese, sottolineando che, mentre l'UE ha mostrato un sostegno unanime per l'Ucraina contro l'invasione russa, lo stesso non si può dire per la Palestina.
Nel giugno 2025 Hassan, insieme ad altri undici attivisti internazionali (fra i quali l'ambientalista svedese Greta Thunberg) prende parte alla Gaza Freedom Flotilla, una missione navale con l'obiettivo di rompere il blocco della Striscia di Gaza, intensificato da Israele durante la guerra con Hamas, e portare aiuti umanitari alla popolazione palestinese assediata. La nave con a bordo Hassan salpa dal porto di Catania il 1º giugno, un mese e mezzo dopo un incidente in cui un drone israeliano ha colpito una missione precedente. Nella notte tra l'8 e il 9 giugno, l'esercito israeliano intercetta l'imbarcazione, battente bandiera britannica, in acque internazionali, la attacca con sostanze urticanti per poi confiscarne il carico, dirottarla al porto di Ashdod e arrestare gli attivisti a bordo, in quello che viene descritto come un crimine di guerra. Il ministro della difesa israeliano Israel Katz ordina di punire gli attivisti, definendoli «antisemiti» e «sostenitori di Hamas», mostrando loro filmati dell'attacco del 7 ottobre. Il ministro della sicurezza Itamar Ben-Gvir decide che gli ostaggi internazionali siano detenuti nel carcere di Givon a Ramle. Il 10 giugno Israele emette per i dodici un divieto d'ingresso della durata di cent'anni, per essere «entrati in Israele illegalmente»; Hassan è uno degli otto membri dell'equipaggio a rifiutare l'espulsione da parte delle autorità israeliane, rimanendo detenuta finché un tribunale israeliano non ne autorizzi la deportazione coatta. Stando alla testimonianza del giornalista Omar Faiad, uno degli attivisti rilasciati, Hassan avrebbe subito minacce di tortura fisica per il suo rifiuto di firmare i documenti per il rimpatrio, e tutti i prigionieri sarebbero detenuti in condizioni igieniche malsane. Dopo aver scritto su un muro «Palestina libera», Hassan viene trasferita in una cella di isolamento, come già proposto da Ben-Gvir in precedenza; lo stesso trattamento è riservato all'attivista brasiliano Thiago Ávila per punire il suo sciopero della fame. In seguito le autorità francesi rende noto che Hassan, che a sua volta ha iniziato uno sciopero della fame, sarà espulsa entro il 13 giugno insieme ai rimanenti cittadini francesi; la difesa legale degli attivisti conferma l'espulsione di Hassan e della maggior parte del gruppo, ma chiarisce che due cittadini francesi rimangono in detenzione. Hassan atterra a Parigi la sera del 12 giugno; fonti riportano ostilità nei suoi confronti da parte di altri passeggeri a bordo.
Nel precedente mese di febbraio il ministro degli interni israeliano Moshe Arbel (su suggerimento del Ministero della Diaspora e di un parlamentare del Likud) aveva già negato a Hassan, palestinese, l'ingresso in Israele e nei territori palestinesi occupati, citando come motivo la promozione del boicottaggio anti-israeliano; Hassan avrebbe dovuto partecipare a una visita diplomatica europea insieme all'irlandese Lynn Boylan e altri due europarlamentari, che avevano perciò deciso di annullare la visita.